# Lanobre
Lanobre és un municipi francès del departament de Cantal, a la regió d'Alvèrnia-Roine-Alps.

## Agermanament
Bozel, França